# Arrondissement de Bernkastel
L'arrondissement de Bernkastel est un arrondissement de la province prussienne du Rhénanie et de Rhénanie-Palatinat jusqu'en 1969.

## Géographie

### Structure
L'arrondissement de Bernkastel a une superficie de 668 km² et est divisé en neuf mairies (à partir de 1927) Bernkastel-Campagne, Kempfeld, Lieser, Morbach, Mülheim, Neumagen, Zeltingen, Thalfang et Rhlaufen (qui font aujourd'hui partie de l'arrondissement de Birkenfeld et en le cas de Lindenschied et Woppenroth à l'arrondissement de Rhin-Hunsrück). Il y a aussi la commune de Bernkastel-Kues.
L'arrondissement comprend 92 communes en 1908 et 93 communes en 1967.

### Arrondissements voisins
Au début de 1969, l'arrondissement est bordé dans le sens des aiguilles d'une montre au nord-ouest en commençant par les arrondissements de Wittlich, Zell, Simmern, Kreuznach, Birkenfeld et Trèves .

## Histoire
L'arrondissement fondé en 1816, écrit avec un c dans le mot Berncastel jusqu'au début du XXe siècle, s'appelle jusqu'en 1938 "Arrondissement de Bernkastel" et fait partie de la Prusse jusqu'en 1945. Il tire son nom de la ville de Bernkastel, qui fait partie de l'actuelle ville de Bernkastel-Kues. L'arrondissement conserve son nom même lorsque, le 1er avril 1905, la ville de Kues, alors appelée Cues, située sur la rive opposée de la Moselle, est rattachée à la ville. Le nom du chef-lieu de l'arrondissement change alors pour devenir Bernkastel-Kues. Lors de la réforme des arrondissements de Rhénanie-Palatinat, entrée en vigueur le 7 juin 1969, l'arrondissement est dissous :
- Les communes d'Allenbach, Asbach, Bollenbach, Bruchweiler, Gösenroth, Hausen, Hellertshausen, Horbruch, Hottenbach, Kempfeld, Krummenau, Oberkirn, Rhaunt, Schauren, Schwerbach, Sensweiler, Stipshausen, Sulzbach, Weitersbach et Wirschweiler-Langweiler sont transférées dans l'arrondissement de Birkenfeld.
- Les communes de Lindenschied et Woppenroth rejoignent le nouveau arrondissement de Rhin-Hunsrück.
- Toutes les autres communes sont transférées dans le nouveau arrondissement de Bernkastel-Wittlich dont le siège est à Wittlich[5].

## Évolution de la démographie
| Année | Habitants | Source |
| ----- | --------- | ------ |
| 1816  | 32 555    | [ 6 ]  |
| 1847  | 42 886    | [ 7 ]  |
| 1871  | 44 138    | [ 8 ]  |
| 1885  | 44 433    | [ 8 ]  |
| 1900  | 46 282    | [ 9 ]  |
| 1910  | 49 110    | [ 9 ]  |
| 1925  | 50 453    | [ 9 ]  |
| 1939  | 51 353    | [ 9 ]  |
| 1950  | 54 553    | [ 9 ]  |
| 1960  | 55 100    | [ 9 ]  |
| 1968  | 56 300    |        |

Près des deux tiers de la population active sont employés dans l'agriculture, la viticulture et la sylviculture.

## Administrateurs de l'arrondissement
- 1816–183200Jakob Liessem (de)
- 1832–184400Konstantin von Gaertner (de)
- 1845–184600Wilhelm von Arnim (de)
- 1846–184800Moritz von Bardeleben
- 1848–185200Franz von Steinäcker (de)
- 1852–186300Julius Wiethaus (de)
- 1861–999900Ludwig Ferdinand Timme (de)
- 1863–186400Gustav von Puttkamer (de)
- 1864–188100Friedrich von Kühlwetter (de)
- 1881–190300Ferdinand Rintelen (de)
- 1903–191000Adolf von Hammerstein-Loxten (de)
- 1910–192300Ernst von Nasse (de)
- 1924–193300Friedrich Gorius (de)
- 1933–194500Hermann Middendorf (de)
- 1945–999900Hans-Georg Alexander Kremmler (de)
- 1945–195200Walter Hummelsheim (de)
- 1952–195900Klemens Schlüter (de)
- 1959–196600Hermann Krämer (de)
- 1966–196900Helmut Gestrich (de)

## Villes et communes
À la fin de son existence en 1969, l'arrondissement comprend une ville et 92 autres communes :
- Allenbach
- Andel
- Asbach
- Bäsch
- Berglicht
- Bernkastel-Kues, ville
- Bischofsdhron
- Bollenbach
- Brauneberg (jusqu'en 1925 Dusemond)
- Bruchweiler
- Burgen (Hunsrück)
- Burtscheid (Hunsrück)
- Deuselbach
- Dhron (Neumagen-Dhron)
- Dhronecken
- Elzerath
- Emmeroth
- Erden (Mosel)
- Etgert
- Filzen
- Fronhofen
- Gielert
- Gonzerath
- Gornhausen
- Gösenroth
- Götzeroth
- Graach an der Mosel
- Gräfendhron
- Gutenthal
- Haag
- Hausen
- Heinzerath
- Hellertshausen
- Hilscheid
- Hinzerath
- Hochscheid
- Horath
- Horbruch
- Hottenbach
- Hoxel
- Hundheim
- Hunolstein
- Ilsbach
- Immert
- Kautenbach
- Kempfeld
- Kesten
- Kleinich
- Kommen
- Krummenau (Hunsrück)
- Lieser
- Lindenschied
- Longkamp
- Lösnich
- Lückenburg
- Malborn
- Maring-Noviand
- Merschbach
- Merscheid
- Monzelfeld
- Morbach
- Morscheid-Riedenburg
- Mülheim an der Mosel
- Neumagen
- Neunkirchen
- Niederemmel
- Oberkirn
- Oberkleinich
- Odert
- Pilmeroth
- Rapperath
- Rhaunen
- Rorodt
- Schauren (bei Idar-Oberstein)
- Schönberg (bei Thalfang)
- Schwerbach
- Sensweiler
- Stipshausen
- Sulzbach (Hunsrück)
- Talling
- Thalfang
- Veldenz
- Wederath
- Wehlen
- Weiperath
- Weitersbach
- Wenigerath
- Wintrich
- Wirschweiler-Langweiler
- Wolf
- Wolzburg
- Woppenroth
- Zeltingen-Rachtig

## Plaque d'immatriculation
Le 1er juillet 1956, l'arrondissement reçoit le symbole distinctif BKS lors de l'introduction des plaques d'immatriculation des véhicules encore valables aujourd'hui. Il est délivré jusqu'au 6 juin 1969. Il est disponible dans l'arrondissement de Bernkastel-Wittlich depuis le 26 novembre 2012 (libéralisation des plaques d'immatriculation).